# Honesty
Singles de Billy Joel
Until the Night
(1979) All for Leyna
(1979)
Honesty est une chanson du chanteur et auteur-compositeur américain Billy Joel, parue sur son sixième album studio 52nd Street. Elle est sortie en mai 1979 chez Columbia Records en tant que troisième single de l'album aux États-Unis et le quatrième à l'international. Elle est écrite et composée par Billy Joel et produite Phil Ramone. La chanson apparaît sur les éditions néerlandaise et japonaise de Greatest Hits Volume 2, en remplacement de Don't Ask Me Why (1980). Honesty est une ballade au piano qui parle de l'absence inhérente d'honnêteté.
La chanson a reçu des avis majoritairement positifs de la part des critiques de musique, qui ont généralement loué ses paroles et son instrumentation pour piano. Il a également reçu des comparaisons avec d'autres chansons de Joel. Honesty a atteint la 24e place du classement américain Billboard Hot 100, devenant ainsi le troisième succès de l'album atteignant le top 40. C'est le plus grand succès de Billy Joel en France, ayant atteint la 3e place des ventes. Elle a également été certifiée disque d'or en France et au Japon. 
Billy Joel a interprété la chanson plusieurs fois en public avec Elton John et plus tard avec Bryan Adams. Honesty a été reprise et échantillonnée par de nombreux artistes.

## Crédits
- Billy Joel – écriture, chant, piano
- Phil Ramone – producteur
- Liberty DeVitto – batterie
- Doug Stegmeyer – guitare basse
- David Spinoza – guitare acoustique
- Robert Freedman – orchestration cuivres et cordes

## Classements et certifications
| Classement (1979)                  | Meilleure position |
| ---------------------------------- | ------------------ |
| Afrique du Sud (Springbok Radio)   | 8                  |
| Australie (Kent Music Report)      | 80                 |
| Canada (RPM 100 Singles)           | 16                 |
| Canada (Adult Contemporary)        | 4                  |
| États-Unis (Hot 100)               | 24                 |
| États-Unis (Adult Contemporary)    | 9                  |
| Finlande (Suomen virallinen lista) | 29                 |
| France (IFOP)                      | 3                  |
| Japon (Oricon)                     | 53                 |
| Nouvelle-Zélande (RMNZ)            | 38                 |
| Pays-Bas (Nederlandse Top 40)      | 28                 |
| Pays-Bas (Nationale Hitparade)     | 31                 |

| Classement (1979)              | Position |
| ------------------------------ | -------- |
| Canada (RPM 100 Singles)       | 122      |
| États-Unis (Billboard Hot 100) | 155      |
| France (IFOP)                  | 15       |

| Pays                                                                    | Certification | Ventes certifiées |
| ----------------------------------------------------------------------- | ------------- | ----------------- |
| France (SNEP)                                                           | Or            | 500 000*          |
| Japon (RIAJ)                                                            | Or            | 50 000^           |
| ^Mise en rayon selon la certification xNon précisé par la certification |               |                   |